# 恩褒三代坊
恩褒三代坊，是位于中国山东省泰安市东平县戴庙镇戴庙村的一个明代古建筑，1996年入选东平县第三批文物保护单位。
恩褒三代坊是明朝崇祯四年（1631年）所建的石牌坊，为表彰万历进士宋祖舜而建，坊体为石质四柱三间楼阁式，通面宽7.3米，明间宽4.3米，次间各宽1.5米，上有浮雕。今存其底部，上部于文革中被破坏，底部亦有部分被淤埋。